# Охман, Николай Петрович
Николай Петрович Охман (22 декабря 1908, Великие Трояны, Подольская губерния — 3 июня 1977, Волгоград) — советский военачальник, участник Советско-финской и Великой Отечественной войн. Герой Советского Союза (6.04.1945). Генерал-майор (11.07.1945).

## Молодость и начало военной службы
Николай Петрович Охман родился 9 (22) декабря 1908 года в селе Великие Трояны Балтского уезда Подольской губернии Российской империи, в крестьянской семье. Немец. Окончил семь классов сельской школы и Грушкинскую агрошколу. До призыва на военную службу работал агрономом в колхозе.
В ряды Рабоче-крестьянской Красной Армии Н. П. Охман был призван 18 сентября 1930 года Грушковским районным военкоматом Одесской области Украинской ССР. Окончил полковую школу младших командиров при 283-м стрелковом полку 95-й стрелковой дивизии Украинского военного округа в 1931 году (г. Ананьев, Одесская область). Как один из лучших выпускников был оставлен в этой же школе и с сентября 1931 года служил в ней командиром отделения, с января 1933 года — старшиной школы. В декабре 1933 года зачислен курсантом в Полтавское военно-политическое училище, однако через три месяца был отчислен по состоянию здоровья и вернулся в полк. В 1934 году сдал экстерном экзамен за полный курс Одесского военно-пехотного училища. С 1935 года в своём полку командовал взводом учебной пулемётной роты, в июне 1937 года назначен командиром пулемётной роты в этом же полку. С ноября 1938 года служил помощником начальника полковой школы 90-го стрелкового полка 95-й стрелковой дивизии Украинского ВО.
С февраля 1939 по январь 1940 года учился на Высших стрелково-тактических курсах усовершенствования офицерского состава пехоты «Выстрел».
В составе дивизии участвовал в советско-финской войне 1939—1940 годов с февраля по март 1940 года (95-я стрелковая дивизия прибыла на фронт в полном составе к началу февраля из Одесского военного округа). За отличия в боях против финнов командир батальона старший лейтенант Н. П. Охман был награждён своей первой наградой — медалью «За отвагу». После окончания «Зимней войны» вместе с дивизией вернулся для продолжения службы в Одесский военный округ, где в мае 1940 года назначен начальником полковой школы 90-го стрелкового полка этой же дивизии. Летом 1940 года с полком переведён в Кишинёв.

## Великая Отечественная война
В первые дни Великой Отечественной войны Николай Петрович участвовал в оборонительной операции в Молдавии. С июля 1941 года командовал отдельным батальоном обслуживания на станции снабжения 9-й армии Южного фронта. Участвовал в оборонительных боях на Днепре, в Донбасско-Ростовской оборонительной операции, в Барвенково-Лозовской наступательной операции.
В марте 1942 года капитан Н. П. Охман был назначен заместителем командира 990-го стрелкового полка 230-й стрелковой дивизии 37-й армии Южного фронта, а в июне — командиром 883-го стрелкового полка 296-й стрелковой дивизии этой же армии. Участвовал в тяжелых боях Донбасской оборонительной операции и оборонительного этапа битвы за Кавказ. В сентябре 1942 года Николай Петрович принял под командование 395-й гвардейский стрелковый полк 2-й гвардейской стрелковой дивизии 37-й армии, который воевал в составе Северной группы войск Закавказского фронта. Во главе полка гвардии майор Н. П. Охман сражался в битве за Кавказ. Его полк, державший оборону в районе села Заюково и горы Хара-Хора, нанёс значительный урон противнику, однако в ходе Нальчикско-Орджоникидзевской операции в середине октября 1942 года попал в окружение. Благодаря умелым действиях командира и хорошо поставленной разведке в конце октября полк не только прорвал кольцо окружения в районе сёл Герпегеж и Кашхатау, но и обеспечил выход из окружения штаба армии, 295-й стрелковой дивизии и 11-й дивизии НКВД у села Бабугент. В ходе осенних боёв полк гвардии майора Охмана уничтожил более 550 солдат и офицеров противника. Во время контрнаступления Северной группы войск в ходе операции его полк разгромил крупный укреплённый узел немецкой обороны в селе Хазнидон, а затем освободил осетинские сёла Толдзгун и Новый Урух. В ходе наступательных боёв 395-й гвардейский стрелковый полк уничтожил более 200 солдат и офицеров противника, большое количество военной техники и вооружения, а также захватил важные штабные документы. В ходе наступления Закавказского фронта в январе 1943 года Николай Петрович участвовал в освобождении Нальчика, Ессентуков и Черкесска. 24 января 1943 года Северная группа войск Закавказского фронта была реорганизована в Северо-Кавказский фронт 2-го формирования. В его составе Николай Петрович участвовал в Краснодарской наступательной операции, в ходе которой немецкие войска были отброшены на Таманский полуостров.
Во время этой операции 22 февраля 1943 года он был переведён на должность командира 57-й отдельной стрелковой бригады 11-го стрелкового корпуса 9-й армии, которой он командовал до сентября 1943 года. После завершения Краснодарской операции бригада занимала оборону на рубеже реки Кубань. Бригада была расформирована 6 сентября 1943 года.
15 сентября 1943 года Николай Петрович, ставший к этому времени полковником, был назначен на должность заместителя командира 316-й стрелковой дивизии 9-й армии Северо-Кавказского фронта, а вскоре принял командование дивизией (официально был утверждён в должности комдива только в декабре). В ходе Новороссийско-Таманской операции осенью 1943 года 316-я стрелковая дивизия под командованием полковника Н. П. Охмана последовательно прорывая глубоко эшелонированную и сильно укреплённую оборону противника, освободила станицу Курчанская, город Темрюк и станицу Голубицкая, завершив освобождение Таманского полуострова. За прорыв «Голубой линии» и освобождение города Темрюк личному составу 316-й дивизии была объявлена благодарность Верховного главнокомандующего, а дивизии присвоено почётное наименование «Темрюкская».
В начале ноября 1943 года 316-я стрелковая дивизия полковника Охмана была спешно переброшена на 1-й Украинский фронт, где 17 ноября вошла в состав 11-го гвардейского стрелкового корпуса 1-й гвардейской армии и принимала участие в Киевской наступательной операции. После отражения немецкого контрудара под Киевом Николай Петрович участвовал в освобождении Правобережной Украины (Житомирско-Бердичевская, Корсунь-Шевченковская, Ровно-Луцкая и Проскуровско-Черновицкая операции). 22 апреля 1944 года, сдав дела начальнику штаба полковнику В. Н. Ермолаеву, Николай Петрович уехал на учёбу на курсы усовершенствования офицерского состава при Высшей военной академии имени К. Е. Ворошилова.
После их окончания, полковник Охман в конце декабря 1944 года получил назначение на должность командира 34-й гвардейской мотострелковой бригады 12-го гвардейского танкового корпуса 8-й гвардейской армии 1-го Белорусского фронта. Перед началом Висло-Одерской операции корпус был передан в состав 2-й гвардейской танковой армии.
Висло-Одерская стратегическая наступательная операция началась 12 января 1945 года. 34-я гвардейская мотострелковая бригада гвардии полковника Н. П. Охмана особо отличилась в ходе её составной части — Варшавско-Познанской наступательной операции 1-го Белорусского фронта. 16 января 1945 года 2-я гвардейская танковая армия была брошена в прорыв. Мотострелковая бригада гвардии полковника Охмана, действуя в авангарде наступающих частей армии, первой вышла к реке Бзура, и форсировав её, заняла плацдарм на северном берегу реки, обеспечив переправу двух корпусов армии. Развивая наступление, 34-я гвардейская мотострелковая бригада очистила от противника польские города Любень, Радзеюв и разгромила крупный гарнизон противника в городе Иновроцлав. Выйдя на заданные рубежи южнее города Шнайдемюль (Пила), бригада захватила переправы через реки Нетце (Нотець) и Кюддов (Гвда) в районе городов Черникау (Чарнкув) и Шнайдемюль, и отразив несколько контратак превосходящих сил противника, удержала их до подхода 12-го гвардейского танкового корпуса.
Указом Президиума Верховного Совета СССР от 6 апреля 1945 года гвардии полковнику Николаю Петровичу Охману присвоено звание Героя Советского Союза.
На завершающем этапе войны Николай Петрович участвовал в Восточно-Померанской и Берлинской стратегической наступательной операции. Боевой путь он завершил в Берлине. По воспоминаниям однополчан, за отличие при штурме Берлина Николай Петрович был второй раз представлен к званию Героя Советского Союза, но в последний момент его наградной лист был отозван.

## Послевоенная служба
После войны полковник Н. П. Охман продолжил службу в Вооружённых силах СССР. В августе 1945 года в ходе послевоенного сокращения Вооружённых сил бригада была переформирована в 34-й гвардейский мотострелковый полк в 12-й гвардейской танковой дивизии Группы советских оккупационных войск в Германии, а генерал-майор Охман остался командиром этого полка. С августа 1946 года он был заместителем командира 17-й механизированной дивизии 2-й гвардейской механизированной армии там же. В 1947 году он окончил курсы усовершенствования офицерского состава при Военной академии бронетанковых и механизированных войск Красной Армии имени И. В. Сталина. С января 1948 — заместитель командира 12-й гвардейской танковой дивизии. С декабря 1948 года — командир 1-й механизированной дивизии 2-й гвардейской механизированной армии в Группе советских оккупационных войск в Германии. С декабря 1949 года — командир 11-й гвардейской механизированной дивизии 8-й механизированной армии Прикарпатского военного округа.
В 1953 году окончил Высшие академические курсы при Высшей военной академии имени К. Е. Ворошилова. С октября 1953 года командовал 13-й гвардейской механизированной дивизией в Центральной группе войск, с сентября 1955 года — 39-й механизированной (с марта 1953 именовалась 39-й гвардейской механизированной) дивизией в Прикарпатском военном округе, с января 1957 — 21-й гвардейской танковой дивизией. В конце 1956 года во главе дивизии участвовал в подавлении Венгерского восстания. С августа 1958 года служил заместителем командира 6-го армейского корпуса Северо-Кавказского военного округа. С декабря 1960 по сентябрь 1966 года генерал-майор Н. П. Охман служил Волгоградским областным военным комиссаром в городе. Уволен в запас в октябре 1966 года.
Николай Петрович Охман жил в Волгограде. 3 июня 1977 года он скончался. Похоронен в Волгограде.

## Воинские звания
- лейтенант (1938)
- старший лейтенант (1.12.1938)
- капитан (3.04.1941)
- майор (8.04.1942)
- подполковник (12.02.1943)
- полковник (21.08.1943)
- генерал-майор (11.07.1945)

## Награды
- Медаль «Золотая Звезда» (06.04.1945).
- Два ордена Ленина (06.04.1945; 26.10.1955[12]).
- Три ордена Красного Знамени (22.01.1943; 09.10.1943; 15.11.1950[12]).
- Орден Суворова 2-й степени (18.12.1956).
- Орден Кутузова 2-й степени (10.01.1944).
- Два ордена Красной Звезды (03.11.1944[12], 6.12.1955).
- Медали, в том числе:
  - «За отвагу» (1940);
  - «За оборону Кавказа» (1944);
  - «За взятие Берлина» (1945);
  - «За освобождение Варшавы» (1945).

## Документы
- Общедоступный электронный банк документов «Подвиг Народа в Великой Отечественной войне 1941—1945 гг.» Дата обращения: 25 июня 2012. Архивировано из оригинала 13 марта 2012 года.

Представление к званию Героя Советского Союза. Дата обращения: 1 ноября 2015. Архивировано 26 сентября 2012 года.
Орден Красного Знамени (02.02.1943). Дата обращения: 25 июня 2012. Архивировано 26 сентября 2012 года.
Орден Красного Знамени (09.10.1943). Дата обращения: 25 июня 2012. Архивировано 26 сентября 2012 года.
Орден Кутузова 2-й степени. Дата обращения: 25 июня 2012. Архивировано 26 сентября 2012 года.